# Lestodiplosis brevilobata
Lestodiplosis brevilobata är en tvåvingeart som beskrevs av Sharma 1988. Lestodiplosis brevilobata ingår i släktet Lestodiplosis och familjen gallmyggor. Inga underarter finns listade i Catalogue of Life.